# Крістіан Вадоц
Крістіан Вадоц (угор. Krisztián Vadócz, нар. 30 травня 1985, Будапешт) — угорський футболіст, що грав на позиції півзахисника, зокрема за національну збірну Угорщини.

## Клубна кар'єра
Народився 30 травня 1985 року в місті Будапешт. Вихованець футбольної школи клубу «Гонвед». Дорослу футбольну кар'єру розпочав 2002 року в основній команді того ж клубу, в якій провів три сезони, взявши участь у 72 матчах чемпіонату. 
У серпні 2005 року перейшов до французького «Осера». До складу головної команди клубу не пробився і виступав за його другу команду в аматорському чемпіонаті Франції. Першу половину 2007 року провів в оренді в шотландському «Мотервеллі», після чого перейшов до нідерландського  «Неймегена».
Після досить успішного сезону в Нідерландах перейшов до «Осасуни», де був серед основних гравцем півзахисту, провівши за три року 71 гру в іспанській Ла-Лізі. У 2011–2012 роках знову виступав за «Неймеген», після чого два роки захищав кольори данського «Оденсе».
Частину 2014 року провів у складі індійського «Пуне Сіті», після чого до кінця 2010-х майже щороку змінював клубну прописку, встигнувши за цей час пограти у Швейцарії за «Грассгоппер», у другоми іспанського дивізіоні за «Алавес», в Австралії за «Перт Глорі», в Індії за «Мумбаї Сіті», а також в Гонконзі за «Кітчі» та на батьківщині у слкдаі рідного «Гонведа».
2020 року досвідчений угорець отримав запрошення від уругвайського тренера-початківця Дієго Форлана, з яким свого часу пограв в Індії та Гонконзі, приєднатися до очолюваної ним команди «Пеньяроль». Згодом також грав за «Монтевідео Вондерерс», вистпами за який і завершив ігрову кар'єру 2021 року.

## Виступи за збірні
Протягом 2004–2006 років залучався до складу молодіжної збірної Угорщини. На молодіжному рівні зіграв у 3 офіційних матчах.
Наприкінці 2004 року дебютував в офіційних матчах у складі національної збірної Угорщини. Загалом протягом кар'єри в національній команді, яка тривала 15 років, провів у її формі 42 матчі, забивши 2 голи.
| Дата       | Місто      | Господарі         | Результат | Гості      | Турнір            | Голи | Примітки |
| ---------- | ---------- | ----------------- | --------- | ---------- | ----------------- | ---- | -------- |
| 30-11-2004 | Бангкок    | Угорщина          | 0 – 1     | Словаччина | товариський матч  | -    | 66'      |
| 14-12-2005 | Фінікс     | Мексика           | 2 – 0     | Угорщина   | товариський матч  | -    |          |
| 18-12-2005 | Маямі      | Антигуа і Барбуда | 0 – 3     | Угорщина   | товариський матч  | 1    |          |
| 30-5-2006  | Манчестер  | Англія            | 3 – 1     | Угорщина   | товариський матч  | -    | 83'      |
| 24-3-2007  | Подгориця  | Чорногорія        | 2 – 1     | Угорщина   | товариський матч  | -    | 84'      |
| 28-3-2007  | Будапешт   | Угорщина          | 2 – 0     | Молдова    | Відбір до ЧЄ 2008 | -    |          |
| 2-6-2007   | Іракліон   | Греція            | 2 – 0     | Угорщина   | Відбір до ЧЄ 2008 | -    | 74'      |
| 6-6-2007   | Осло       | Норвегія          | 4 – 0     | Угорщина   | Відбір до ЧЄ 2008 | -    | 85'      |
| 17-11-2007 | Кишинів    | Молдова           | 3 – 0     | Угорщина   | Відбір до ЧЄ 2008 | -    | 39'      |
| 26-3-2008  | Будапешт   | Угорщина          | 0 – 1     | Словенія   | товариський матч  | -    | 74'      |
| 24-5-2008  | Будапешт   | Угорщина          | 3 – 2     | Греція     | товариський матч  | 1    |          |
| 31-5-2008  | Будапешт   | Угорщина          | 1 – 1     | Хорватія   | товариський матч  | -    |          |
| 20-8-2008  | Будапешт   | Угорщина          | 3 – 3     | Чорногорія | товариський матч  | -    |          |
| 6-9-2008   | Будапешт   | Угорщина          | 0 – 0     | Данія      | Відбір до ЧС 2010 | -    |          |
| 10-9-2008  | Стокгольм  | Швеція            | 2 – 1     | Угорщина   | Відбір до ЧС 2010 | -    |          |
| 11-10-2008 | Будапешт   | Угорщина          | 2 – 0     | Албанія    | Відбір до ЧС 2010 | -    | 86'      |
| 19-11-2008 | Белфаст    | Північна Ірландія | 0 – 2     | Угорщина   | товариський матч  | -    |          |
| 11-2-2009  | Тель-Авів  | Ізраїль           | 1 – 0     | Угорщина   | товариський матч  | -    | 65'      |
| 28-3-2009  | Тирана     | Албанія           | 0 – 1     | Угорщина   | Відбір до ЧС 2010 | -    | 79'      |
| 1-4-2009   | Будапешт   | Угорщина          | 3 – 0     | Мальта     | Відбір до ЧС 2010 | -    | 80'      |
| 12-8-2009  | Будапешт   | Угорщина          | 0 – 1     | Румунія    | товариський матч  | -    | 83'      |
| 5-9-2009   | Будапешт   | Угорщина          | 1 – 2     | Швеція     | Відбір до ЧС 2010 | -    |          |
| 9-9-2009   | Будапешт   | Угорщина          | 0 – 1     | Португалія | Відбір до ЧС 2010 | -    |          |
| 10-10-2009 | Лісабон    | Португалія        | 3 – 0     | Угорщина   | Відбір до ЧС 2010 | -    | 56'      |
| 14-10-2009 | Копенгаген | Данія             | 0 – 1     | Угорщина   | Відбір до ЧС 2010 | -    | 87'      |
| 14-11-2009 | Ґент       | Бельгія           | 3 – 0     | Угорщина   | товариський матч  | -    | 89'      |
| 29-5-2010  | Будапешт   | Угорщина          | 0 – 3     | Німеччина  | товариський матч  | -    |          |
| 5-6-2010   | Амстердам  | Нідерланди        | 6 – 1     | Угорщина   | товариський матч  | -    | 80'      |
| 11-8-2010  | Лондон     | Англія            | 2 – 1     | Угорщина   | товариський матч  | -    |          |
| 3-9-2010   | Стокгольм  | Швеція            | 2 – 0     | Угорщина   | Відбір до ЧЄ 2012 | -    |          |
| 7-9-2010   | Будапешт   | Угорщина          | 2 – 1     | Молдова    | Відбір до ЧЄ 2012 | -    | 88'      |
| 8-10-2010  | Будапешт   | Угорщина          | 8 – 0     | Сан-Марино | Відбір до ЧЄ 2012 | -    | 63'      |
| 12-10-2010 | Гельсінкі  | Фінляндія         | 1 – 2     | Угорщина   | Відбір до ЧЄ 2012 | -    | 46'      |
| 9-2-2011   | Дубай      | Азербайджан       | 0 – 2     | Угорщина   | товариський матч  | -    | 46'      |
| 25-3-2011  | Будапешт   | Угорщина          | 0 – 4     | Нідерланди | Відбір до ЧЄ 2012 | -    | 46'      |
| 29-3-2011  | Амстердам  | Нідерланди        | 5 – 3     | Угорщина   | Відбір до ЧЄ 2012 | -    | 90'      |
| 3-6-2011   | Люксембург | Люксембург        | 0 – 1     | Угорщина   | товариський матч  | -    | 66' 68'  |
| 10-8-2011  | Будапешт   | Угорщина          | 4 – 0     | Ісландія   | товариський матч  | -    | 46'      |
| 6-9-2011   | Кишинів    | Молдова           | 0 – 2     | Угорщина   | Відбір до ЧЄ 2012 | -    | 82'      |
| 11-10-2011 | Будапешт   | Угорщина          | 0 – 0     | Фінляндія  | Відбір до ЧЄ 2012 | -    | 60'      |
| 6-6-2018   | Берестя    | Білорусь          | 1 – 1     | Угорщина   | товариський матч  | -    | 46'      |
| 9-6-2018   | Будапешт   | Угорщина          | 1 – 2     | Австралія  | товариський матч  | -    |          |
| Усього     |            | Матчів            | 42        |            | Голів             | 2    |          |

## Титули і досягнення
- Чемпіон Гонконгу (2):

«Кітчі»: 2016-17, 2017-18
- Володар Кубка Гонконгу (3):

«Кітчі»: 2016-17, 2017-18, 2019
- Володар Суперкубка Гонконгу (1):

«Кітчі»: 2017
- Футболіст року у Гонконзі: 2018